# زبان ایسترو-رومانی
زبان ایسترو-رومانی زبانی رومانیایی است که در خاک کشور کرواسی اقلیتی هزارنفری بدان تکلم می‌کنند. این مهاجرت در دوره جنگ جهانی دوم صورت گرفت. این زبان امروزه روبه نابودی است.

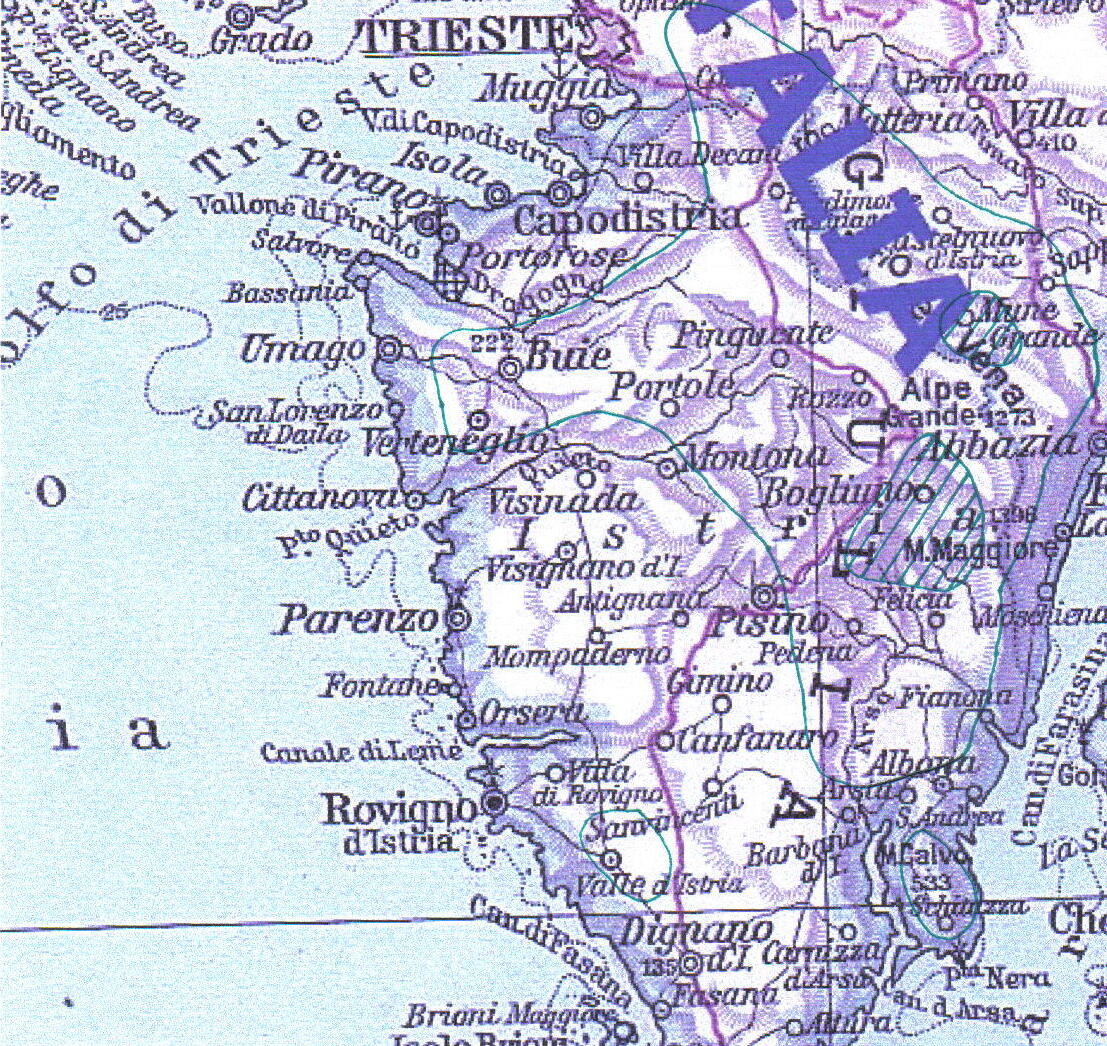
Istro-Romanians areas: green line in 1800, dashed lines in 1900.